# Paraschizognathus prasinus
Paraschizognathus prasinus är en skalbaggsart som beskrevs av Jean Baptiste Boisduval 1835. Paraschizognathus prasinus ingår i släktet Paraschizognathus och familjen Rutelidae. Utöver nominatformen finns också underarten P. p. nigricans.